# Powiat Siegen-Wittgenstein
Powiat Siegen-Wittgenstein (niem. Kreis Siegen-Wittgenstein) – powiat w Niemczech, w kraju związkowym Nadrenia Północna-Westfalia, w rejencji Arnsberg. Stolicą powiatu jest miasto Siegen.

## Podział administracyjny
Powiat Siegen-Wittgenstein składa się z:
- siedmiu gmin miejskich (Stadt)
- czterech (pozostałych) gmin (Gemeinde)

Gminy miejskie:
| Lp. | Nazwa gminy   | Ludność (31.12.2010) | Powierzchnia km² |
| --- | ------------- | -------------------- | ---------------- |
| 1   | Bad Berleburg | 19.814               | 275,33           |
| 2   | Bad Laasphe   | 14.344               | 135,76           |
| 3   | Freudenberg   | 18.392               | 54,49            |
| 4   | Hilchenbach   | 15.520               | 80,88            |
| 5   | Kreuztal      | 30.995               | 70,95            |
| 6   | Netphen       | 24.101               | 137,39           |
| 7   | Siegen        | 103.424              | 114,67           |

Pozostałe gminy:
| Lp. | Nazwa gminy | Ludność (31.12.2010) | Powierzchnia km² |
| --- | ----------- | -------------------- | ---------------- |
| 1   | Burbach     | 14.443               | 79,65            |
| 2   | Erndtebrück | 7.205                | 70,86            |
| 3   | Neunkirchen | 13.691               | 39,60            |
| 4   | Wilnsdorf   | 20.752               | 72,07            |